# Мост Либкнехта

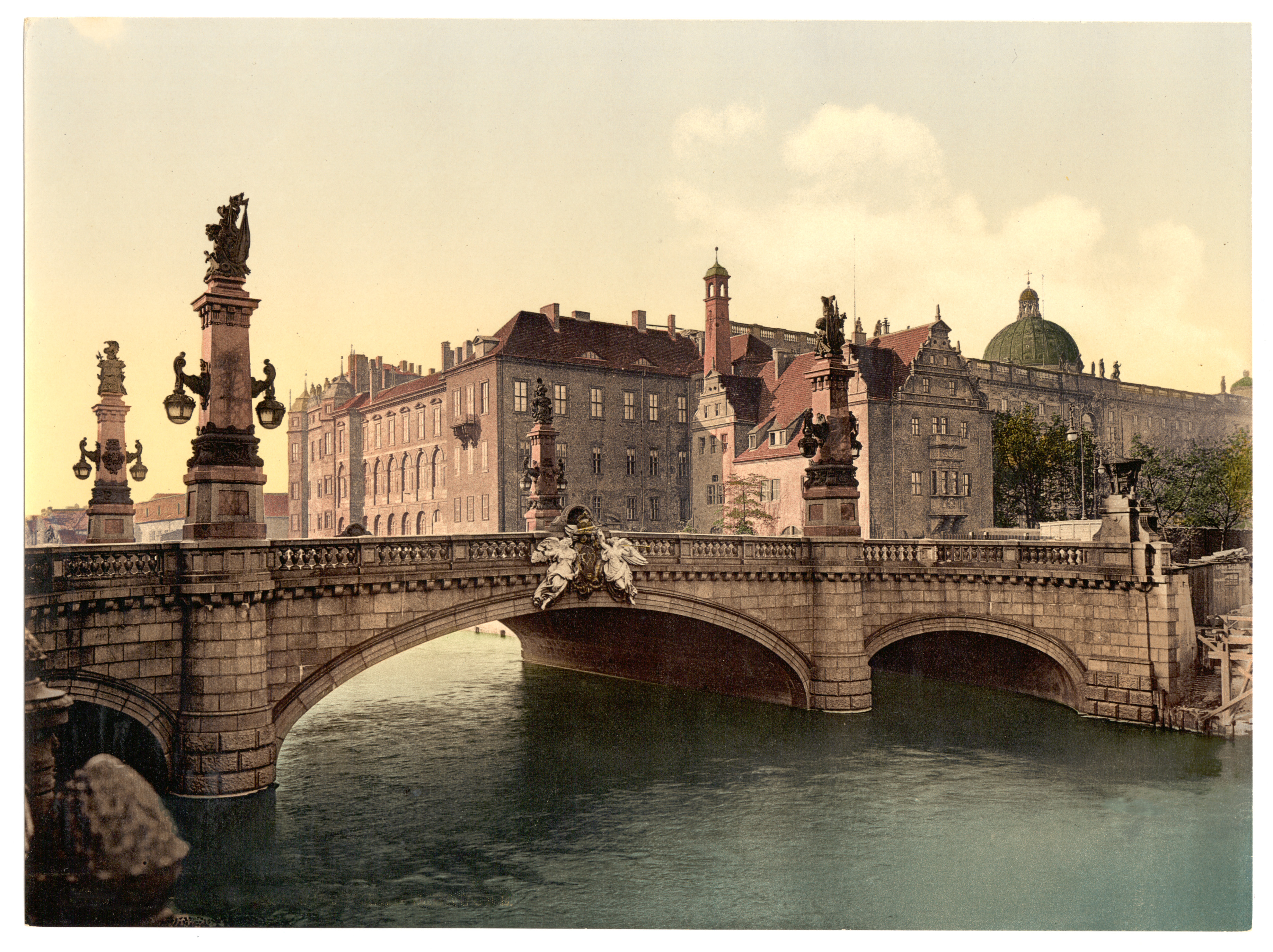
Мост Кайзера Вильгельма

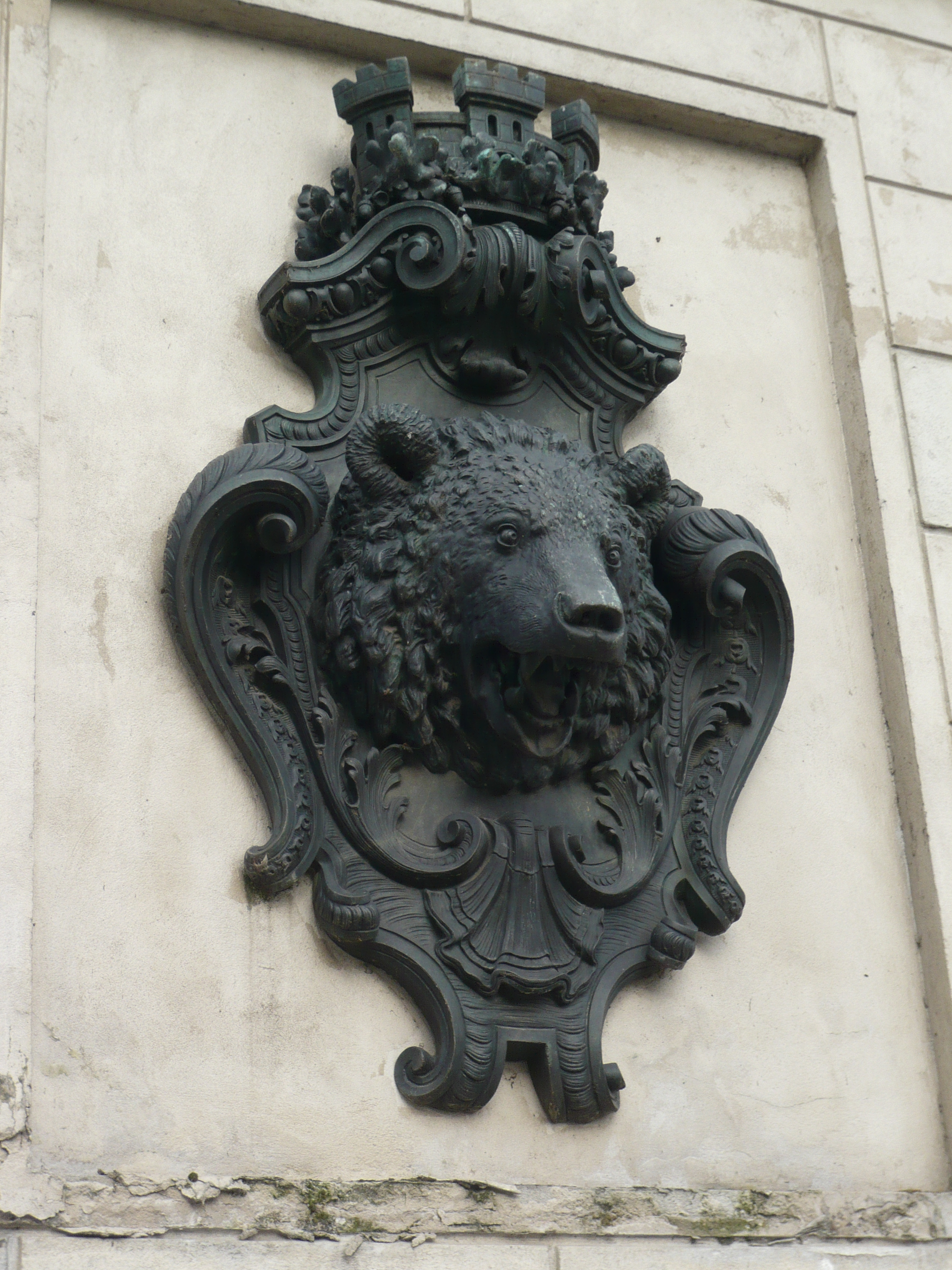
Бронзовый барельеф с головой медведя на опоре моста

Мост Либкнехта (Ли́бкнехтбрюкке, нем. Liebknechtbrücke, иногда Карл-Либкнехт-брюкке, нем. Karl-Liebknecht-Brücke) — автодорожный металлический рамный мост через Шпрее в центре Берлина, в районе Митте. Носит имя немецкого политика-коммуниста Карла Либкнехта. Расположен между Берлинским собором и Дворцовой площадью и является частью улицы Карл-Либкнехт-штрассе, которая после Дворцовой площади переходит в Унтер-ден-Линден. Современный мост был построен в 1949—1950 годах и стал четвёртым по счёту сооружением через реку на этом месте.

## История
Первый постоянный мост через Шпрее был пешеходным, был построен на этом месте из дерева в XVII веке и назывался Кавалерским. В 1709 году мост обрушился и стал причиной смерти 40 человек. В 1771 году деревянный мост был в конце концов разобран. 
Строительство второго моста на чугунных колоннах завершилось в 1832 году. В 1884 году император Вильгельм I одобрил строительство на этом месте нового монументального моста, который был необходим для того, чтобы проложить через старый Берлин новую широкую улицу Кайзера Вильгельма. Возведение гранитного моста Кайзера Вильгельма, декорированного мрамором и медью, началось в 1886 году. По финансовым и техническим проблемам строительство каменного моста в три арки затянулось до осени 1889 года. Среднюю арку моста с обеих сторон украсили фигурные аллегорические изображения войны и мира, изготовленные в мастерской Эдуарда Люрсена. Обелиски моста украшали бронзовые скульптуры, а постаменты украшали четыре бронзовых медвежьих головы высотой 1,75 м. Чтобы конные экипажи на тяжёлых колёсах не беспокоили обитателей Городского дворца, проезжая часть моста была покрыта деревом.
Гитлеровский план строительства столицы мира Германии предусматривал снос моста Кайзера Вильгельма к марту 1939 года. Размеры моста не соответствовали проектировавшейся широкой магистрали с запада на восток города через его центр. Снос моста не был завершён полностью по причине нехватки транспортных мощностей, рабочей силы и пересмотра приоритетов. Бронзовые барельефы с медвежьими головами на обелисках, другие декоративные детали и скульптуры с опор моста были сняты для последующей переплавки в Гиссене. Работники плавильного завода отказались уничтожать бронзовые скульптуры и отправили их большую часть на склад. Когда в 1945 году плавильный завод встал, его хозяева выставили хранившиеся на складе материалы на продажу. Медвежьи головы в результате были вывезены в США. Пешеходное движение на месте осуществлялось по временному вспомогательному мосту до 1944 года, весной 1945 года мост был окончательно разрушен в результате взрывных работ германских войск.
После Второй мировой войны был построен временный деревянный пешеходный мост. Возведение нового постоянного моста началось в 1949 году. В качестве несущей конструкции были восстановлены две каменные боковые арки, а средний прямоугольный сегмент был изготовлен из стали. Копия моста Кайзера Вильгельма, но без прусской символики и из современных строительных материалов была построена в рекордные сроки — за 9 месяцев. Новый мост получил название в честь Карла Либкнехта, чья адвокатская контора находилась неподалёку. 9 ноября 1918 года Либкнехт перешёл мост, направляясь к Городскому дворцу, чтобы провозгласить в Германии свободную социалистическую республику.
В 1975 году в ходе возведения Дворца Республики на месте снесённого Городского дворца были произведены работы по укреплению и выравниванию поверхности моста с установкой железобетонной плиты.
После объединения Германии стало известно о судьбе бронзовых медвежьих голов, и Сенату Берлина удалось вернуть их на родину. В 1995—2000 годах на городские средства была произведена реставрация моста без остановки движения шли работы по реставрации моста. В 1997 году бронзовые медвежьи головы были установлены на опоры моста. На торжественной церемонии открытия преображённого моста присутствовали посол США Джон Корнблюм и правящий бургомистр Берлина Эберхард Дипген.